# کتابخانه جدید اسکندریه
کتابخانه جدید اسکندریه (به انگلیسی: Bibliotheca Alexandrina) کتابخانه‌ای ملی در شهر اسکندریه در مصر است.
این کتابخانه به منظور احیا و زنده نمودن یاد کتابخانه اسکندریه عهد باستان ساخته شده‌است.
طراحان این بنا، که به شکل خورشیدی در حال طلوع است، شرکت معماری سنوئتا از نروژ می‌باشد.
کتابخانه‌های اسکندریه در مصر در مقاطع مختلف تاریخی، تخریب شده‌است. برخی از معروف‌ترین دستورهایی که برای تخریب این کتابخانه‌ها صادر شده‌است، عبارتند از:
- به دستور جولیوس سزار در سال ۴۸ بعد از میلاد
- حملهٔ اورلین در سده سوم میلادی
- به دستور تئودئوس اول در سال ۳۹۱ میلادی و قتل هیپاتیا

اکثر مورخان امروزی روایت تخریب کتابخانه‌های اسکندریه پس از فتح مصر توسط مسلمانان در ۶۴۲ میلادی را جعلی می‌دانند.